# Aeropuerto de Lieja
El aeropuerto de Lieja (IATA: LGG, OACI: EBLG), también llamado Liège-Bierset, es un importante aeropuerto de carga en Bélgica. A finales de 2007 era el octavo aeropuerto de carga más grande en Europa y el trigésimo octavo aeropuerto más grande de carga del mundo.
Lieja está localizado en la zona central del triángulo dorado conformado por las ciudades de París - Ámsterdam - Fráncfort del Meno, que manejan el 66% de la carga europea, o el 75% al incluir la ciudad de Londres.
El aeropuerto se encuentra al noroeste de la ciudad de Lieja, al este de Bélgica. Su principal uso es para las operaciones de carga pero también sirve 23 destinos de pasajeros (principalmente charters).

## Actividad de carga
El aeropuerto de Lieja, es base de la filial belga de ASL Airlines antigua TNT Airways, y la base europea de CAL Cargo Air Lines, El Al Cargo y Ethiopian Cargo (usando los aviones de Southern Air).
El aeropuerto es también un punto frecuente de aterrizaje para rellenar los depósitos de combustible de las rutas entre Nueva York y Oriente Medio de Kalitta Air (incluyendo la ruta Newark - Bagdad para llevar el correo estadounidense).

## Aerolíneas y destinos

### Destinos internacionales
| Ciudades          | Nombre del aeropuerto                                   | Aerolíneas                   |
| África            | África                                                  | África                       |
| ----------------- | ------------------------------------------------------- | ---------------------------- |
| Marruecos         |                                                         |                              |
| Casablanca        | Aeropuerto Internacional Mohammed V                     | TUI fly Belgium (Estacional) |
| Nador             | Aeropuerto Internacional de Nador                       | TUI fly Belgium (Estacional) |
| Tánger            | Aeropuerto de Tánger-Ibn Battuta                        | TUI fly Belgium (Estacional) |
| Túnez             |                                                         |                              |
| Enfidha           | Aeropuerto Internacional de Enfidha-Hammamet            | TUI fly Belgium (Estacional) |
| Yerba (Túnez)     | Aeropuerto Internacional de Yerba-Zarzis                | TUI fly Belgium (Estacional) |
| Asia              |                                                         |                              |
| Turquía           |                                                         |                              |
| Kayseri           | Aeropuerto de Kayseri                                   | TUI fly Belgium              |
| Europa            |                                                         |                              |
| España            |                                                         |                              |
| Alicante          | Aeropuerto de Alicante-Elche                            | TUI fly Belgium              |
| Gran Canaria      | Aeropuerto de Gran Canaria                              | TUI fly Belgium (Estacional) |
| Málaga            | Aeropuerto de Málaga-Costa del Sol                      | TUI fly Belgium              |
| Palma de Mallorca | Aeropuerto de Palma de Mallorca                         | TUI fly Belgium (Estacional) |
| Tenerife          | Aeropuerto de Tenerife Sur                              | TUI fly Belgium              |
| Grecia            |                                                         |                              |
| Heraclión         | Aeropuerto Internacional de Heraclión Nikos Kazantzakis | TUI fly Belgium (Estacional) |
| Rodas             | Aeropuerto Internacional de Rodas-Diágoras              | TUI fly Belgium (Estacional) |